# (129092) Snowdonia
(129092) Snowdonia est un astéroïde de la ceinture principale.

## Description
(129092) Snowdonia est un astéroïde de la ceinture principale. Il fut découvert le 19 novembre 2004 à Haleakala par le projet Faulkes Telescope Educational Project. Il présente une orbite caractérisée par un demi-grand axe de 3,00 UA, une excentricité de 0,07 et une inclinaison de 11,9° par rapport à l'écliptique.

## Compléments